# Seteza Dastgir
Seteza Dastgir (7 maart 2002) is een Nederlands–Afghaans voetbalster die uitkwam voor PEC Zwolle in de Eredivisie.

## Carrière
Op haar tiende sloot ze aan bij SV AWC in haar woonplaats Wijchen. Na drie seizoenen maakte ze de overstap SC Woezik, ook afkomstig uit Wijchen. Na de jeugdopleiding te hebben doorlopen sloot ze aan bij de eerste selectie van VV Nooit Gedacht, uitkomend in de Hoofdklasse. Na één seizoen maakte ze de overstap naar Topklasser DTS Ede. In de voorbereiding van het seizoen 2022/23 maakte de vleugelspeler een goede indruk tijdens een oefenwedstrijd tegen PEC Zwolle, waarna de Zwollenaren haar vastlegde. In de bekerwedstrijd tegen Fortuna Sittard maakte ze haar debuut in de hoofdmacht. Ze maakte haar debuut in de Eredivisie tegen Ajax.

### Carrièrestatistieken
| Seizoen         | Club            | Land            | Competitie      | Competitie | Competitie | Beker | Beker | Internationaal | Internationaal | Overig | Overig | Totaal | Totaal |
| Seizoen         | Club            | Land            | Competitie      | Wed.       | Dlp.       | Wed.  | Dlp.  | Wed.           | Dlp.           | Wed.   | Dlp.   | Wed.   | Dlp.   |
| --------------- | --------------- | --------------- | --------------- | ---------- | ---------- | ----- | ----- | -------------- | -------------- | ------ | ------ | ------ | ------ |
| 2022/23         | PEC Zwolle      | Nederland       | Eredivisie      | 1          | 0          | 1     | 0     | –              | –              | –      | –      | 2      | 0      |
| Carrière totaal | Carrière totaal | Carrière totaal | Carrière totaal | 1          | 0          | 1     | 0     | 0              | 0              | 0      | 0      | 2      | 0      |